# Melitaea wittei
Melitaea wittei är en fjärilsart som beskrevs av Geest 1903. Melitaea wittei ingår i släktet Melitaea och familjen praktfjärilar. Inga underarter finns listade i Catalogue of Life.